# Libická stezka
Libická stezka byla jednou z hlavních středověkých obchodních cest spojujících Čechy a Moravu. Podle některých pramenů souvisí název se jménem Ljubjata, který prý se svojí čeledí stezku v 11. století vysekal. Jiní soudí, že dříve existovala Libice nad Doubravou a stezka se jmenuje podle ní. Asi ve 13. století už ale stezka Libici obcházela a vedla Chotěboří.
Cesta spojovala Čáslavský a Brněnský župní hrad a vedla z Čáslavi jako odbočka z Trstenické stezky přes Kněžice, Vilémov, Libici nad Doubravou, Ždírec nad Doubravou, Vojnův Městec, Žďár nad Sázavou, Velké Meziříčí, Náměšť nad Oslavou, Oslavany, Ivančice a končila někde pod Brnem, kde se spojovala se stezkou Jantarovou.
Ve 13. a 14. století ztrácela na významu a postupně její funkci převzala stezka Haberská, která vedla z Čáslavi na Habry, Havlíčkův Brod, Jihlavu a Znojmo, kde se spojovala se znojemskou částí Jantarové stezky.

## Cesta měla tato různá pojmenování
- Libická stezka
- Liběcká stezka
- Líběčská stezka
- Libětina
- via Lubetina
- Žďárská stezka
- Libicko-žďárská stezka
- Libická cesta